# Saïdia
Saïdia (arabiska: السعيدية) är en stad i Marocko. Den ligger i provinsen Berkane och regionen Oriental, 400 km öster om huvudstaden Rabat. Antalet invånare var 8 780 vid folkräkningen 2014.